# دردار أونتاريو
دردار أونتاريو (الاسم العلمي: Ulmus ontariensis) هو نوع نباتي يتبع جنس الدردار من فصيلة الدردارية.